# Андерсен, Метте
Метте Андерсен (дат. Mette Andersen, род. 9 января 1974) — датская профессиональная велогонщица.

## Карьера
Метте Андерсен получила степень бакалавра в области медиа в Копенгагенском университете.
Чемпионка Дании 2004 года в шоссейной индивидуальной гонке, но её специализация — горный велоспорт, где она также трижды была чемпионкой страны в кросс-кантри и три раза в маунтинбайке. Она выступала за Dansk Mountainbike Klub и Team SATS.
Она была одной из спортсменок, представлявших Данию на Олимпийских играх 2004 года в Афинах, где выступала в кросс-кантри, но не завершила гонку.

## Достижения

### Велокросс
2002
 Чемпионат Дании
2003
 Чемпионат Дании
5-я на Чемпионате мира
2005
 Чемпионат Дании
2010
2-я на Чемпионат Дании

### Маунтинбайк
2002
 Чемпионат Дании — кросс-кантри
9-я на Чемпионате мира — командная эстафета
2003
 Чемпионат Дании — кросс-кантри
5-я на Чемпионате мира — командная эстафета
Parenzana
2004
 Чемпионат Дании — кросс-кантри

### Трек
2003
11-я на Чемпионате мира — гонка по очкам

### Шоссе
2004
 Чемпионат Дании — индивидуальная гонка

## Статистика выступления наГранд-турах
| Гонка / Год         | 2006 |
| ------------------- | ---- |
| Джиро Роза          | 77   |
| Тур де л'Од феминин | DNF  |